# Medibank International 2009
Il Medibank International Sydney 2009 è stato un torneo di tennis giocato sul cemento. È stata la 117ª edizione del torneo, dal 2009 conosciuto come Medibank International Sydney facente parte sia dell'ATP World Tour 250 series nell'ambito dell'ATP World Tour 2009che del Premier nell'ambito del WTA Tour 2009.Sia le donne che gli uomini  hanno giocato nell'impianto di NSW Tennis Centre a Sydney in Australia dall'11 al 17 gennaio 2009.

## Campioni

### Singolare maschile
David Nalbandian ha battuto in finale  Jarkko Nieminen con il punteggio di 6–3, 6(9)–7, 6–2.

### Singolare femminile
Elena Dement'eva ha battuto in finale  Dinara Safina con il punteggio di 6–3, 2–6, 6–1.

### Doppio maschile
Bob Bryan /  Mike Bryan hanno battuto in finale
 Daniel Nestor /  Nenad Zimonjić con il punteggio di 6–1, 7–6(3).

### Doppio femminile
Hsieh Su-wei /  Peng Shuai  hanno battuto in finale   Nathalie Dechy /  Casey Dellacqua con il punteggio di 6–0, 6–1.